# Jorge Alberto Olvera
Jorge Alberto Olvera Rodríguez (ur. 2000)– meksykański zapaśnik walczący w stylu wolnym. Brązowy medalista mistrzostw panamerykańskich w 2021; siódmy w 2025 roku.